# Corvus leucognaphalus
Corvus leucognaphalus là một loài chim trong họ Corvidae.

## Hình ảnh

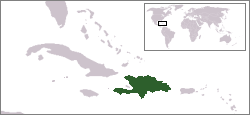
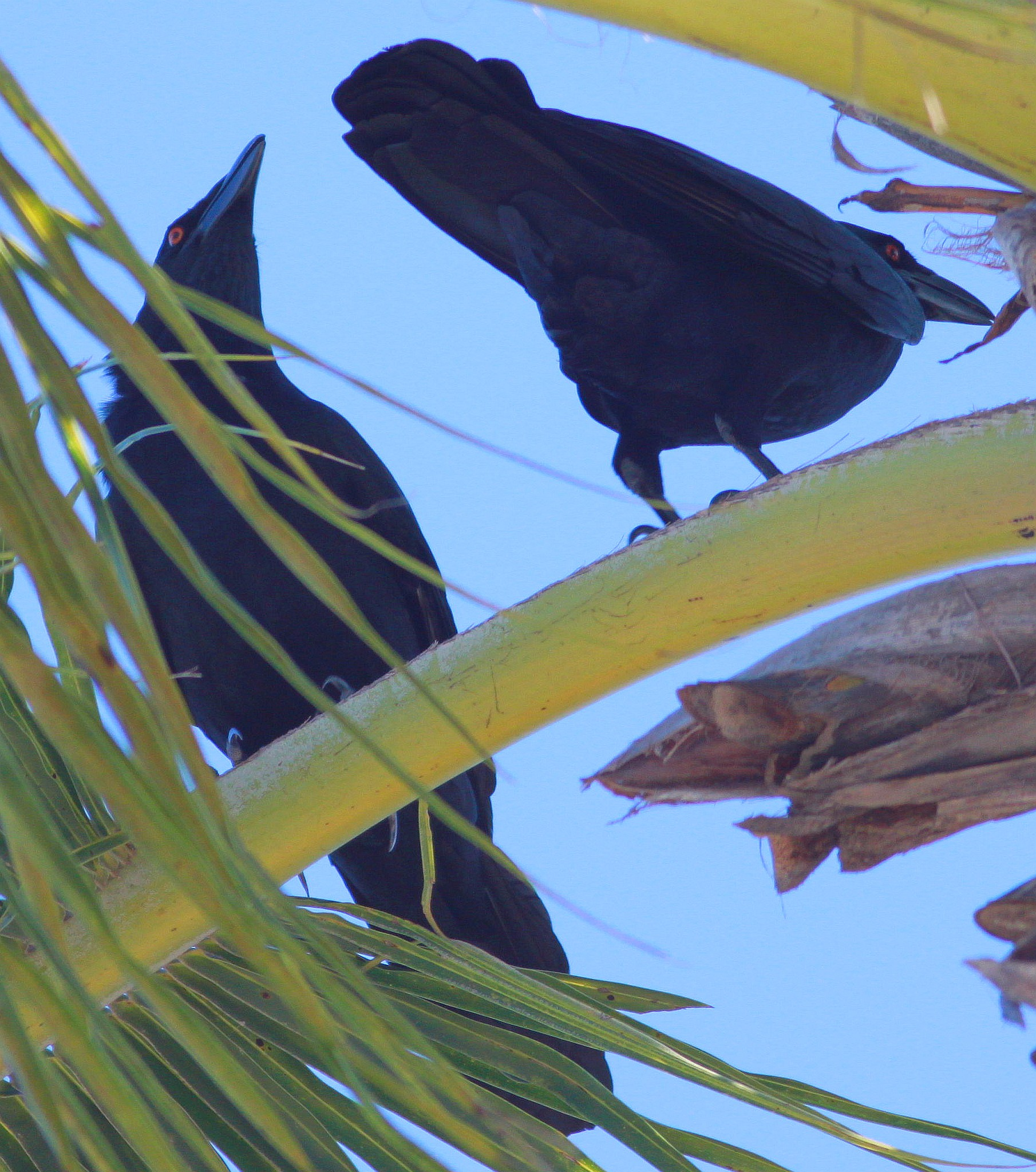